# Obersteuermann
Der Obersteuermann war ein Dienstgrad, der sowohl in der zivilen als auch in der militärischen Marine verwendet wurde.
Im zivilen Bereich (Handelsmarine) war der Obersteuermann der erste Steuermann  auf einem Segelschiff. Später wurde der Grad ausgeweitet auf Offiziere an Bord von Luftschiffen.
In der Kriegsmarine des „Dritten Reichs“ bezeichnete Obersteuermann einen Unteroffiziersdienstgrad im Rang eines Oberfeldwebels der Steuermannslaufbahn. Entsprechende gleichrangige Dienstgrade waren z. B. Obermaschinist (Maschinistenlaufbahn) und  Oberbootsmann (Seemännische Laufbahn). Bei der Deutschen Marine heißen diese Dienstgrade einheitlich Oberbootsmann.